# Demi Lovato: Live in Concert
Il Demi Lovato: Live in Concert (inizialmente Summer Tour 2009) è il primo tour della cantante statunitense Demi Lovato per promuovere il suo album di debutto Don't Forget e il suo secondo album Here We Go Again. Il tour ha incassato 7,5 milioni di $.

## Date del Tour
| Data            | Città             | Paese       | Luogo                            |
| --------------- | ----------------- | ----------- | -------------------------------- |
| Nord America    |                   |             |                                  |
| 21 giugno 2009  | Hartford          | Stati Uniti | XL Center                        |
| 22 giugno 2009  | Wilkes-Barre      | Stati Uniti | Mohegan Sun Arena at Casey Plaza |
| 24 giugno 2009  | Uniondale         | Stati Uniti | Nassau Coliseum                  |
| 25 giugno 2009  | Newark            | Stati Uniti | Prudential Center                |
| 26 giugno 2009  | Boston            | Stati Uniti | Agganis Arena                    |
| 27 giugno 2009  | Filadelfia        | Stati Uniti | Mann Music Theater               |
| 29 giugno 2009  | Duluth            | Stati Uniti | Infinite Energy Center           |
| 1 luglio 2009   | Lafayette         | Stati Uniti | Cajundome                        |
| 2 luglio 2009   | North Little Rock | Stati Uniti | Verizon Arena                    |
| 3 luglio 2009   | Houston           | Stati Uniti | NRG Arena                        |
| 5 luglio 2009   | Grand Prairie     | Stati Uniti | Verizon Theatre at Grand Prairie |
| 6 luglio 2009   | Tulsa             | Stati Uniti | BOK Center                       |
| 9 luglio 2009   | Glendale          | Stati Uniti | Gila River Arena                 |
| 10 luglio 2009  | Fresno            | Stati Uniti | Save Mart Center                 |
| 11 luglio 2009  | San Jose          | Stati Uniti | San Jose Events Center           |
| 13 luglio 2009  | Portland          | Stati Uniti | Moda Center                      |
| 14 luglio 2009  | Seattle           | Stati Uniti | WaMu Theater                     |
| 16 luglio 2009  | Sacramento        | Stati Uniti | Sleep Train Arena                |
| 17 luglio 2009  | Los Angeles       | Stati Uniti | Microsoft Theater                |
| 18 luglio 2009  | Las Vegas         | Stati Uniti | Orleans Arena                    |
| 20 luglio 2009  | Denver            | Stati Uniti | Bellco Theatre                   |
| 22 luglio 2009  | Kansas City       | Stati Uniti | Sprint Center                    |
| 24 luglio 2009  | Rosemont          | Stati Uniti | Allstate Arena                   |
| 25 luglio 2009  | Cincinnati        | Stati Uniti | U.S. Bank Arena                  |
| 27 luglio 2009  | Cleveland         | Stati Uniti | Wolstein Center                  |
| 28 luglio 2009  | Harrington        | Stati Uniti | Delaware State Fair              |
| 29 luglio 2009  | Greensboro        | Stati Uniti | Greensboro Coliseum              |
| 31 luglio 2009  | Tampa             | Stati Uniti | Amalie Arena                     |
| 1 agosto 2009   | Sunrise           | Stati Uniti | BB&T Center                      |
| 2 agosto 2009   | Orlando           | Stati Uniti | Amway Center                     |
| 4 agosto 2009   | Greenville        | Stati Uniti | Bon Secours Wellness Arena       |
| 5 agosto 2009   | Louisville        | Stati Uniti | Freedom Hall                     |
| 6 agosto 2009   | Columbus          | Stati Uniti | Ohio State Fair                  |
| 8 agosto 2009   | Minneapolis       | Stati Uniti | Target Center                    |
| 9 agosto 2009   | West Allis        | Stati Uniti | Wisconsin State Fair             |
| 10 agosto 2009  | Indianapolis      | Stati Uniti | Indiana State Fair               |
| 12 agosto 2009  | Nashville         | Stati Uniti | Bridgestone Arena                |
| 13 agosto 2009  | Saint Louis       | Stati Uniti | Chaifetz Arena                   |
| 14 agosto 2009  | Moline            | Stati Uniti | iWireless Center                 |
| 15 agosto 2009  | Omaha             | Stati Uniti | CenturyLink Center               |
| 17 agosto 2009  | Grand Rapids      | Stati Uniti | Van Andel Arena                  |
| 18 agosto 2009  | Clarkston         | Stati Uniti | DTE Energy Music Theatre         |
| 20 agosto 2009  | Fairfax           | Stati Uniti | EagleBank Arena                  |
| 21 agosto 2009  | Hershey           | Stati Uniti | Star Pavilion                    |
| 29 agosto 2009  | Manchester        | Stati Uniti | Verizon Wireless Arena           |
| 30 ottobre 2009 | Providence        | Stati Uniti | Dunkin' Donuts Center            |
| 1 novembre 2009 | Atlantic City     | Stati Uniti | Etess Arena                      |
| Sud America     |                   |             |                                  |
| 23 maggio 2010  | Santiago del Cile | Cile        | Movistar Arena                   |
| 25 maggio 2010  | Bogotà            | Colombia    | Coliseo Cubierto el Campín       |
| 27 maggio 2010  | Rio de Janeiro    | Brasile     | HSBC Arena                       |
| 28 maggio 2010  | San Paolo         | Brasile     | Via Funchal                      |

## Artisti d'apertura
- David Archuleta
- KSM
- Jordan Pruitt

### David Archuleta
1. Touch My Hand
2. Waiting for Yesterday
3. My Hands
4. You Can or Somebody Out There
5. Works for Me
6. A Little Too Not Over You
7. Don't Let Go
8. Barriers or Your Eyes Don't Lie
9. Apologize
10. Zero Gravity
11. Crush

### KSM
1. I Want You to Want Me
2. Saturdays and Sundays
3. Don't Rain on My Parade
4. Distracted
5. Read Between the Lines

### Jordan Pruitt
1. Permission to Fly
2. Jump to the Rhythm
3. I Wanna Go Back
4. Don't Lose Yourself
5. Outside Looking In
6. My Shoes
7. One Love

## Scaletta

### Demi Lovato (Summer Tour 2009)
1. La La Land
2. So Far So Great
3. Quiet
4. Gonna Get Caught
5. U Got Nothin' On Me
6. Got Dynamite
7. Party
8. Trainwreck
9. Catch Me
10. This Is Me
11. Until You're Mine
12. Solo
13. Stop the World
14. Two Worlds Collide
15. Behind Enemy Lines
16. You Make Me Feel Like A Natural Woman (Cover)
17. Every Time You Lie
18. Remember December
19. Here We Go Again
20. Don't Forget
21. Get Back

### Demi Lovato (Fine 2009)
1. La La Land
2. Gonna Get Caught
3. U Got Nothin' On Me
4. Party
5. Trainwreck
6. Catch Me
7. This Is Me
8. Solo
9. Stop the World
10. Two Worlds Collide
11. You Make Me Feel Like A Natural Woman (Cover)
12. Every Time You Lie
13. Remember December
14. Here We Go Again
15. Don't Forget
16. Get Back

### Demi Lovato (Sud America)
1. La La Land
2. So Far So Great
3. Gonna Get Caught
4. U Got Nothin' On Me
5. Party
6. Trainwreck
7. Catch Me
8. Lo Que Soy/This Is Me
9. Can't Back Down (Cantata solo a Rio de Janeiro)
10. Until You're Mine
11. Solo
12. Stop the World
13. Two Worlds Collide
14. You Make Me Feel Like A Natural Woman (Cover) (Cantata solo in Colombia e in Rio de Janeiro)
15. Every Time You Lie
16. Remember December
17. Here We Go Again
18. Don't Forget
19. Get back

## Box Office
| Luogo                               | Città             | Biglietti Venduti       | incassi    |
| ----------------------------------- | ----------------- | ----------------------- | ---------- |
| XL Center                           | Hartford          | 4,438 / 5,102 (87%)     | $192,065   |
| Wachovia Arena                      | Wilkes-Barre      | 2,513 / 4,497 (55%)     | $115,499   |
| Nassau Veterans Memorial Coliseum   | Uniondale         | 7,138 / 8,101 (88%)     | $351,055   |
| Prudential Center                   | Newark            | 5,645 / 6,459 (87%)     | $281,448   |
| Agganis Arena                       | Boston            | 4,310 / 5,087 (84%)     | $193,272   |
| Mann Center for the Performing Arts | Filadelfia        | 2,247 / 4,382 (51%)     | $114,358   |
| Arena at Gwinnett Center            | Duluth            | 4,329 / 4,744 (91%)     | $160,893   |
| Cajundome                           | Lafayette         | 3,498 / 4,186 (83%)     | $155,451   |
| Verizon Arena                       | North Little Rock | 2,739 / 4,545 (60%)     | $108,778   |
| Reliant Arena                       | Houston           | 5,500 / 5,500 (100%)    | -          |
| NOKIA Theatre                       | Grand Prairie     | 3,216 / 6,001 (53%)     | $151,648   |
| BOK Center                          | Tulsa             | 2,440 / 4,198 (58%)     | $96,581    |
| Jobing.com Arena                    | Glendale          | 3,289 / 5,111 (64%)     | $124,482   |
| Save Mart Center                    | Fresno            | 3,671 / 3,788 (96%)     | $132,811   |
| Event Center Arena                  | San Jose          | 2,908 / 3,718 (78%)     | $124,859   |
| WaMu Theater                        | Seattle           | 2,191 / 2,841 (77%)     | $106,724   |
| ARCO Arena                          | Sacramento        | 3,275 / 3,344 (97%)     | $128,781   |
| Nokia Theatre L.A. LIVE             | Los Angeles       | 6,090 / 6,096 (99,9%)   | $302,077   |
| Orléans Arena                       | Las Vegas         | 6,300 / 6,300 (100%)    | -          |
| Wells Fargo Theatre                 | Denver            | 2,801 / 3,986 (70%)     | $120,188   |
| Sprint Center                       | Kansas City       | 2,415 / 4,355 (55%)     | $106,744   |
| Allstate Arena                      | Rosemont          | 5,508 / 6,022 (91%)     | $276,260   |
| U.S. Bank Arena                     | Cincinnati        | 3,077 / 4,780 (64%)     | $112,576   |
| Wolstein Center                     | Cleveland         | 2,572 / 4,124 (62%)     | $102,059   |
| Delaware State Fair                 | Harrington        | –                       | –          |
| Greensboro Coliseum                 | Greensboro        | 3,178 / 3,552 (89%)     | $123,850   |
| St. Pete Times Forum                | Tampa             | 6,700 / 6,700 (100%)    | -          |
| BankAtlantic Center                 | Sunrise           | 5,919 / 6,557 (90%)     | $299,123   |
| Amway Arena                         | Orlando           | 5,431 / 5,609 (96%)     | $220,598   |
| Bi-Lo Center                        | Greenville        | 3,274 / 3,943 (83%)     | $126,157   |
| Target Center                       | Minneapolis       | 3,513 / 5,112 (68%)     | $144,752   |
| Wisconsin State Fair                | West Allis        | –                       | -          |
| Indiana State Fair                  | Indianapolis      | 5,950 / 5,950 (100%)    | -          |
| Sommet Center                       | Nashville         | 2,646 / 4,724 (56%)     | $101,026   |
| Chaifetz Arena                      | St. Louis         | 2,395 / 3,493 (68%)     | $95,699    |
| iWireless Center                    | Moline            | 3,262 / 4,116 (79%)     | $126,393   |
| Qwest Center                        | Omaha             | 3,596 / 5,022 (71%)     | $127,468   |
| DTE Energy Music Center             | Clarkston         | 4,840 / 5,785 (83%)     | $213,517   |
| Patriot Center                      | Fairfax           | 5,129 / 6,517 (78%)     | $211,120   |
| Star Pavilion                       | Hershey           | 8,000 / 8,000 (100%)    | -          |
| Verizon Wireless Arena              | Manchester        | 4,493 / 5,400 (83%)     | $196,542   |
| Dunkin' Donuts Center               | Providence        | 6,132 / 6,132 (100%)    | $243,381   |
| Etess Arena                         | Atlantic City     | 4,847 / 4,847 (100%)    | $240,507   |
| Movistar Arena                      | Santiago          | 11,000 / 11,000 (100%)  | -          |
| Coliseo Cubierto El Campín          | Bogotà            | 4,245 / 5,300 (80%)     | $265,449   |
| HSBC Arena                          | Rio de Janeiro    | 4,367 / 4,700 (93%)     | $361,258   |
| Via Funchal                         | San Paolo         | 5,285 / 5,285 (100%)    | $380,883   |
| Incassi Totali                      | Incassi Totali    | 152,862 / 191,561 (80%) | $7,036,332 |